# مارك ر. هيوز
مارك ر. هيوز (بالإنجليزية: Mark R. Hughes)‏ هو رائد أعمال أمريكي، ولد في 1956 في لا ميرادا في الولايات المتحدة، وتوفي في 21 مايو 2000 في ماليبو في الولايات المتحدة بسبب جرعة زائدة.

## وصلات خارجية
- الموقع الرسمي
- مارك ر. هيوز على موقع إن إن دي بي (الإنجليزية)